# Udea absolutalis
Udea absolutalis is een vlinder uit de familie van de grasmotten (Crambidae), uit de onderfamilie van de Spilomelinae. De wetenschappelijke naam van deze soort is voor het eerst voorgesteld als Nomophila absolutalis door Harrison Gray Dyar Jr. in een publicatie uit 1913.
De soort komt voor in Guyana.